# Javier Álvarez Arteaga
Javier Ignacio Álvarez Arteaga (Medellín, 14 aprile 1958) è un allenatore di calcio ed ex calciatore colombiano, di ruolo centrocampista.

## Carriera

### Club
Ha giocato principalmente per l'Independiente Medellín, della quale ha vestito la maglia dal 1979 al 1984, concludendo la sua carriera nel 1985 con la maglia del Deportes Tolima.

### Allenatore
Da allenatore iniziò nel 1995 curando il settore giovanile dell'Atlético Nacional di Medellín; l'anno successivo fu promosso a vice allenatore della prima squadra, incarico da cui fu prelevato dalla Federazione calcistica della Colombia per guidare la Nazionale Under-20. Dopo un periodo di due anni (il biennio 1996-1997) alla guida di varie Nazionali giovanili colombiane, allenò per la prima volta una squadra in Copa Mustang, l'Once Caldas di Manizales, che nel 1998 portò alla qualificazione sia per la Coppa CONMEBOL che per la Copa Libertadores.
Dopo questa rapida ascesa all'interno del calcio nazionale, Álvarez fu nominato commissario tecnico della Nazionale di calcio della Colombia. In vista della Copa América 1999, Álvarez introdusse nuovi giocatori nel gruppo, come Roberto Carlos Cortés, Edwin Congo, Mario Yepes e Juan Carlos Ramírez; una sorpresa fu rappresentata dall'inserimento nella lista dei convocati di Johnnier Montaño, allora appena sedicenne promessa del calcio mondiale. La Colombia si piazzò sorprendentemente al primo posto nel girone, battendo 3-0 l'Argentina (con gol all'87º di Montaño) e 1-0 l'Uruguay. Ai quarti di finale però il Cile eliminò i Cafeteros con doppietta del difensore Pedro Reyes che per due volte aveva risposto al duplice vantaggio colombiano, e gol finale di Iván Zamorano.

## Palmarès

### Club

#### Competizioni nazionali
- Campionato colombiano: 1

Once Caldas: Apertura 2009